# Phricanthini
De Phricanthini zijn een geslachtengroep van vlinders in de onderfamilie Tortricinae van de familie bladrollers (Tortricidae).

## Taxonomie
De groep bevat de volgende geslachten:

- Chersomorpha Meyrick, 1926
- Denaeantha Diakonoff, 1981
- Phricanthes Meyrick, 1881
- Scolioplecta Meyrick, 1881

1. ↑  Phricanthini Genus Informatie BioLib. biolib.cz. Geraadpleegd op 11 december 2023.